# Xã Root, Quận Adams, Indiana
Xã Root (tiếng Anh: Root Township) là một xã thuộc quận Adams, tiểu bang Indiana, Hoa Kỳ. Năm 2010, dân số của xã này là 4.443 người.